# Жаковоля-Радзинська
Жаковоля-Радзинська (пол. Żakowola Radzyńska) — село в Польщі, у гміні Конколевниця Радинського повіту Люблінського воєводства.
Населення — 265 осіб (2011).
У 1975-1998 роках село належало до Білопідляського воєводства.

## Демографія
Демографічна структура станом на 31 березня 2011 року:
|          | Загалом | Допрацездатний вік | Працездатний вік | Постпрацездатний вік |
| -------- | ------- | ------------------ | ---------------- | -------------------- |
| Чоловіки | 142     | 36                 | 92               | 14                   |
| Жінки    | 123     | 34                 | 66               | 23                   |
| Разом    | 265     | 70                 | 158              | 37                   |